# Podospermum roseum
Podospermum roseum là một loài thực vật có hoa trong họ Cúc. Loài này được (Waldst. & Kit.) Gemeinholzer & Greuter mô tả khoa học đầu tiên năm 2006.